# Stearns County
Das Stearns County ist ein County im US-amerikanischen Bundesstaat Minnesota. Im Jahr 2020 hatte das County 158.292 Einwohner und eine Bevölkerungsdichte von 45,4 Einwohnern pro Quadratkilometer. Der Verwaltungssitz (County Seat) ist St. Cloud.

## Geografie
Das County liegt etwas südlich des geografischen Zentrums von Minnesota an der Mündung des Sauk River in den oberen Mississippi. Es hat eine Fläche von 3600 Quadratkilometern, wovon 118 Quadratkilometer Wasserfläche sind. An das Stearns County grenzen folgende Nachbarcountys:
| Douglas County | Todd County, Morrison County    | Benton County    |
| Pope County    |                                 | Sherburne County |
|                | Kandiyohi County, Meeker County | Wright County    |

## Geschichte
Das Stearns County wurde am 20. Februar 1855 aus Teilen des Cass County, Nicollet County, Sibley County und dem nur noch in Wisconsin existierenden Pierce County gebildet. Benannt wurde es nach Charles Thomas Stearns, einem Mitglied der territorialen Verwaltung von Minnesota von 1849 bis 1858.

### Historische Objekte

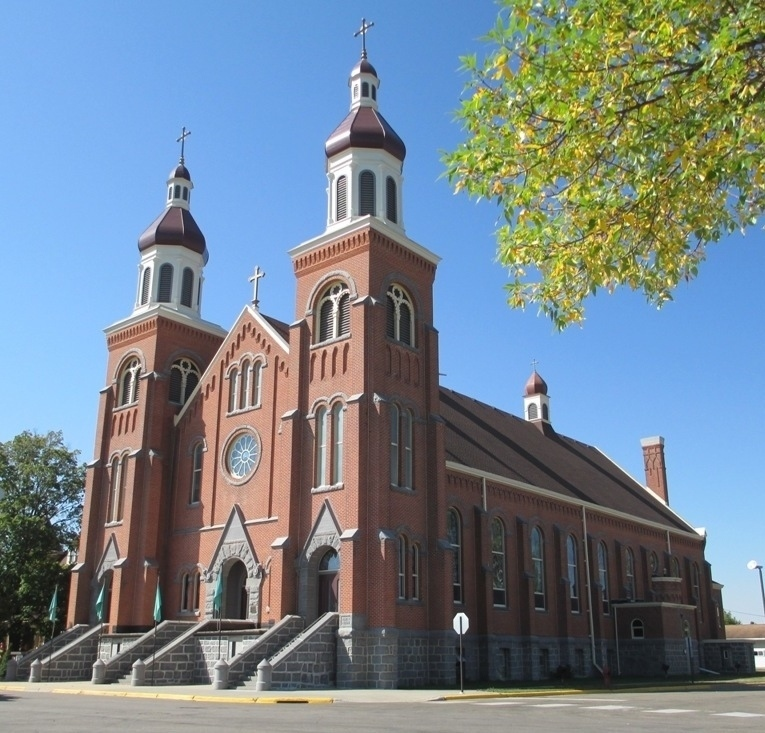
Church of St. Boniface in Melrose
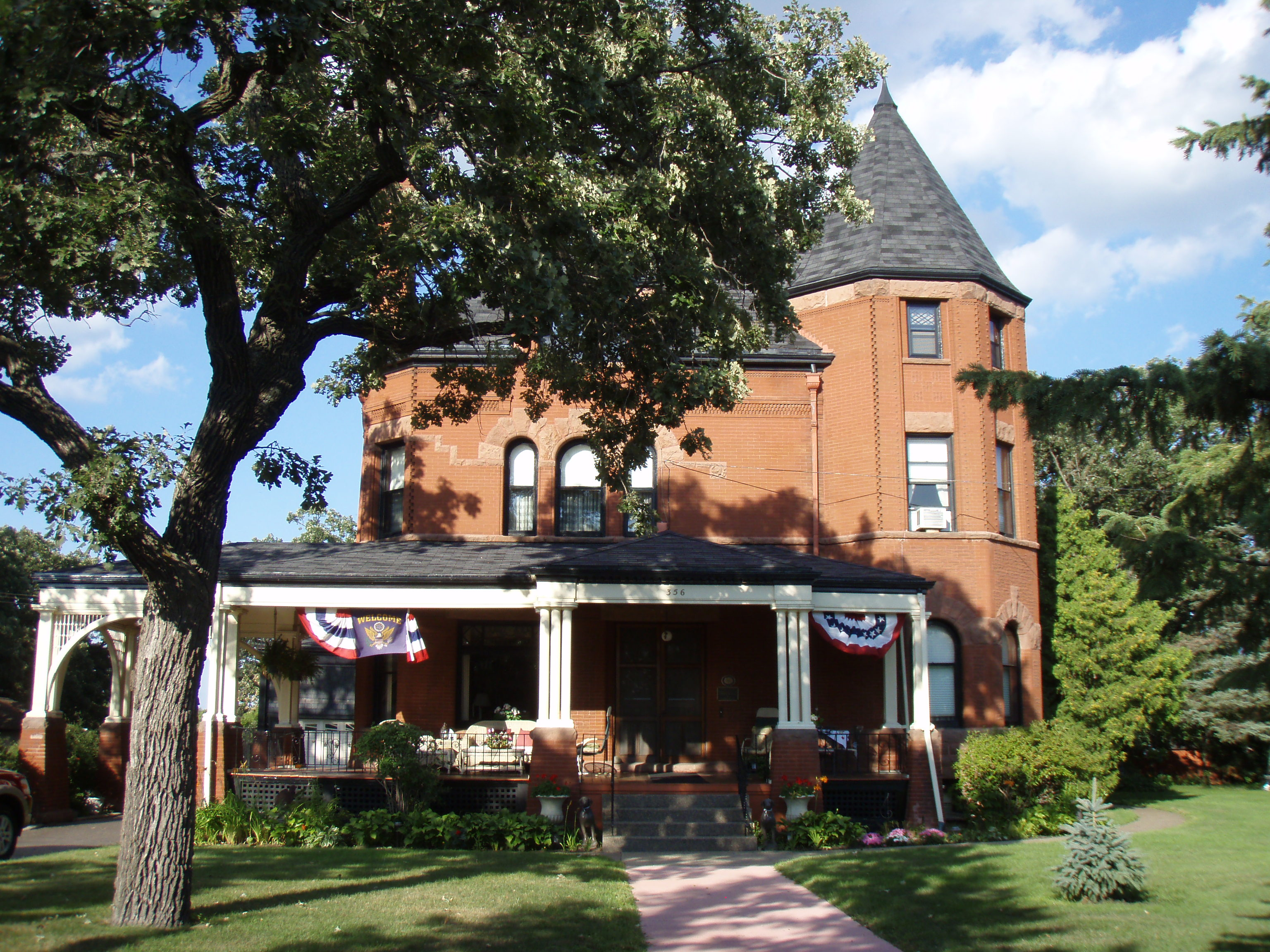
Nehemiah P. Clarke House in St. Cloud
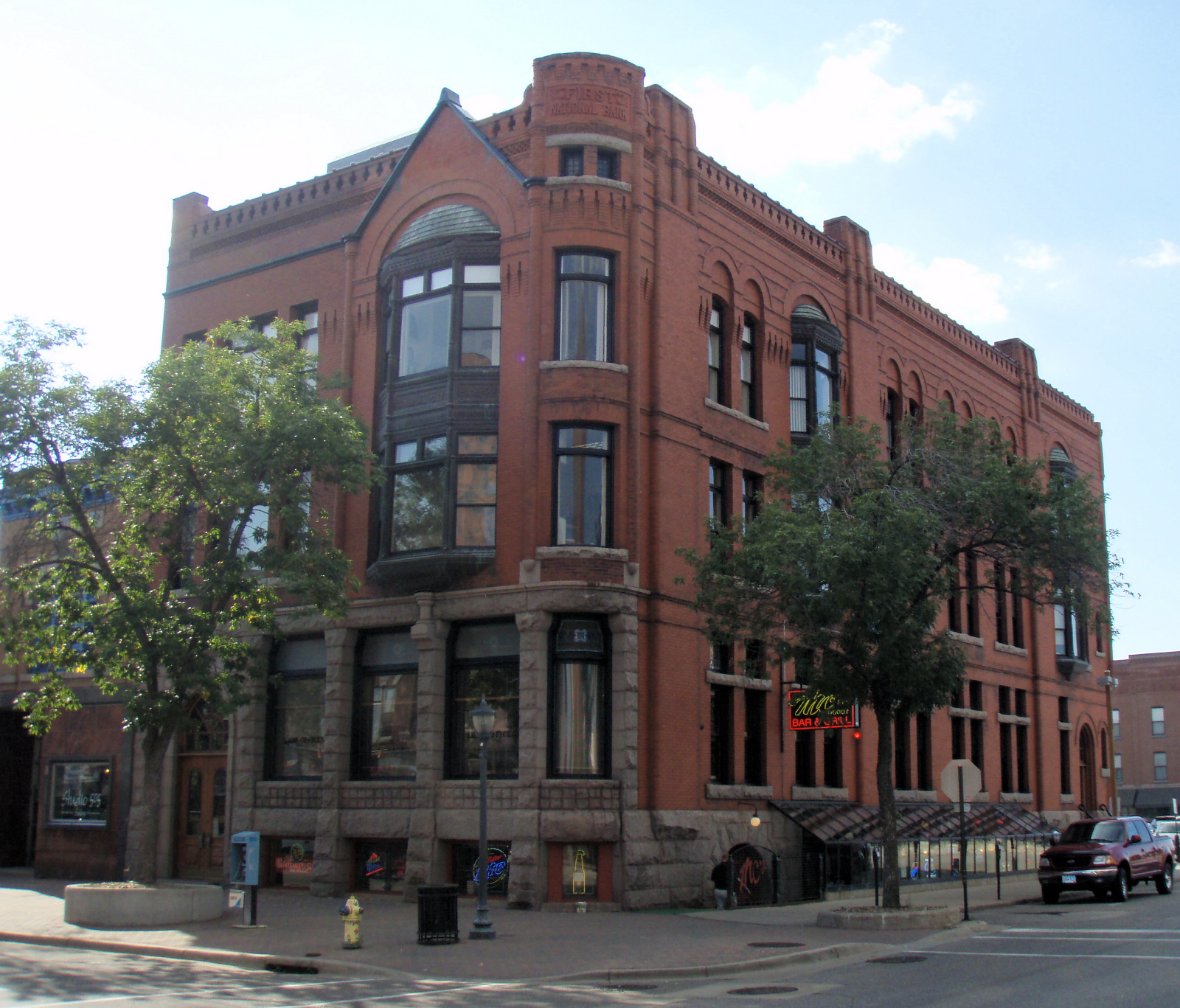
First National Bank in St. Cloud

Ein Ort im Stearns County hat den Status einer National Historic Landmark, das Sinclair Lewis Boyhood Home.
Weitere historische Objekte:
- Liste der Einträge im National Register of Historic Places im Stearns County

## Demografische Daten
Nach der Volkszählung im Jahr 2010 lebten im Stearns County 150.642 Menschen in 56.469 Haushalten. Die Bevölkerungsdichte betrug 43,3 Einwohner pro Quadratkilometer. In den 56.469 Haushalten lebten statistisch je 2,49 Personen.
Ethnisch betrachtet setzte sich die Bevölkerung zusammen aus 92,7 Prozent Weißen, 3,2 Prozent Afroamerikanern, 0,4 Prozent amerikanischen Ureinwohnern, 2,1 Prozent Asiaten, 0,1 Prozent Polynesiern sowie aus anderen ethnischen Gruppen; 1,4 Prozent stammten von zwei oder mehr Ethnien ab. Unabhängig von der ethnischen Zugehörigkeit waren 2,9 Prozent der Bevölkerung spanischer oder lateinamerikanischer Abstammung.
22,7 Prozent der Bevölkerung waren unter 18 Jahre alt, 64,9 Prozent waren zwischen 18 und 64 und 12,4 Prozent waren 65 Jahre oder älter. 49,5 Prozent der Bevölkerung war weiblich.

Das jährliche Durchschnittseinkommen eines Haushalts lag bei 53.035 USD. Das Pro-Kopf-Einkommen betrug 25.329 USD. 12,8 Prozent der Einwohner lebten unterhalb der Armutsgrenze.

## Ortschaften im Stearns County
Citys
| - Albany - Avon - Belgrade - Brooten1 - Clearwater2 - Cold Spring - Eden Valley3 - Elrosa | - Freeport - Greenwald - Holdingford - Kimball - Lake Henry - Meire Grove - Melrose - New Munich | - Paynesville - Richmond - Rockville - Roscoe - Sartell4 - Sauk Centre - Spring Hill - St. Anthony | - St. Augusta - St. Cloud5 - St. Joseph - St. Martin - St. Rosa - St. Stephen - Waite Park |

Census-designated place (CDP)
- Fairhaven

1 – teilweise im Pope County

2 – teilweise im Wright County

3 – teilweise im Meeker County

4 – teilweise im Benton County

5 – teilweise im Benton und im Sherburne County

## Gliederung
Das Stearns County ist neben den 31 Citys in 34 Townships eingeteilt:
| Township              | Einwohner (2010) | FIPS     |
| --------------------- | ---------------- | -------- |
| Albany Township       | 980              | 27-00640 |
| Ashley Township       | 262              | 27-02530 |
| Avon Township         | 2294             | 27-03088 |
| Brockway Township     | 2702             | 27-07840 |
| Collegeville Township | 3343             | 27-12592 |
| Crow Lake Township    | 318              | 27-14032 |
| Crow River Township   | 327              | 27-14086 |
| Eden Lake Township    | 1542             | 27-18098 |
| Fair Haven Township   | 1507             | 27-20294 |
| Farming Township      | 987              | 27-20600 |
| Getty Township        | 376              | 27-23606 |
| Grove Township        | 493              | 27-26090 |

| Township               | Einwohner (2010) | FIPS     |
| ---------------------- | ---------------- | -------- |
| Holding Township       | 1139             | 27-29564 |
| Krain Township         | 981              | 27-33722 |
| Lake George Township   | 335              | 27-34406 |
| Lake Henry Township    | 278              | 27-34496 |
| Le Sauk Township       | 1766             | 27-36656 |
| Luxemburg Township     | 637              | 27-38618 |
| Lynden Township        | 1938             | 27-38780 |
| Maine Prairie Township | 1887             | 27-39518 |
| Melrose Township       | 759              | 27-41588 |
| Millwood Township      | 972              | 27-42308 |
| Munson Township        | 1466             | 27-44800 |
| North Fork Township    | 247              | 27-46960 |

| Township             | Einwohner (2010) | FIPS     |
| -------------------- | ---------------- | -------- |
| Oak Township         | 595              | 27-47644 |
| Paynesville Township | 1421             | 27-49984 |
| Raymond Township     | 259              | 27-53314 |
| St. Joseph Township  | 1924             | 27-57148 |
| St. Martin Township  | 545              | 27-57256 |
| St. Wendel Township  | 2150             | 27-58198 |
| Sauk Centre Township | 1088             | 27-58666 |
| Spring Hill Township | 368              | 27-61906 |
| Wakefield Township   | 2756             | 27-67630 |
| Zion Township        | 335              | 27-72256 |